# Максименко Сергій Іванович
Максименко Сергій Іванович (нар. 16 березня 1974, Іванків Київської області) — математик, тополог, доктор фізико-математичних наук (2011), старший науковий співробітник (2011), професор (2022). Член-кореспондент Національної академії наук України (2018), академік Національної академії наук України (2025). Завідувач відділу алгебри та топології [Архівовано 21 листопада 2018 у Wayback Machine.] інституту математики НАН України.

## Біографія
Сергій Максименко народився 16 березня 1974 року в смт Іванків Київської області.
Закінчив Український державний педагогічний університет імені М. П. Драгоманова в 1995 році.
По закінченні вступив до аспірантури інституту математики НАН України, де працює по цей час. Захистив кандидатську дисертацію «Морсівські відображення поверхонь» (2000), та докторську дисертацію «Гладкі зсуви уздовж орбіт потоків та їх застосування» (2011) зі спеціальності 01.01.04 — «геометрія та топологія».
В 2011 отримав наукове звання старшого наукового співробітника.
В 2016 став Президентом Київського математичного товариства, в 2018 був обраний членом-кореспондентом НАН України за спеціальністю «Алгебра, геометрія і топологія», а в 2025 - академіком НАН України за спеціальністю «Математика».

## Наукова діяльність
Наукові роботи С. І. Максименка присвячені вивченню деформацій різних класів неперервних та гладких відображень.
Він описав компоненти зв'язності просторів відображень Морса компактних поверхонь в коло.
Отримав широкі достатні умови, за яких компоненти зв'язності груп дифеоморфізмів многовиду, що зберігають орбіти заданого потоку є стягуваними.
Досліджував природні праві та право-ліві дії груп дифеоморфізмів компактних многовидів на просторах гладких функцій на цих многовидах. Довів, що для широкого класу функцій (який включає відкриту і всюди щільну множину функцій Морса) праві та право-ліві стабілізатори цих функцій є гомотопічно еквівалентними, а для випадку функцій на поверхнях обчислив гомотопічні типи правих стабілізаторів та правих орбіт.
Описав гомотопічні типи груп гомеоморфізмів шарувань на некомпактних поверхнях, шари яких некомпактними замкнутими підмножинами.
Отримав апроксимаційні теореми для обчислення ентропії Колмогорова-Синая.

## Нагороди
- 2003 — Премія Президента України для молодих вчених
- 2016 — Премія НАН України імені О. В. Погорєлова